# Bayer (cràter)
Bayer és un cràter d'impacte que es troba a la secció sud-oest de la Lluna, a l'est del cràter Schiller. La vora de Bayer està lleugerament desgastada per l'erosió, però es manté ben definida. Hi ha una terrassa interior, i la paret exterior està envaïda per impactes pròxims.

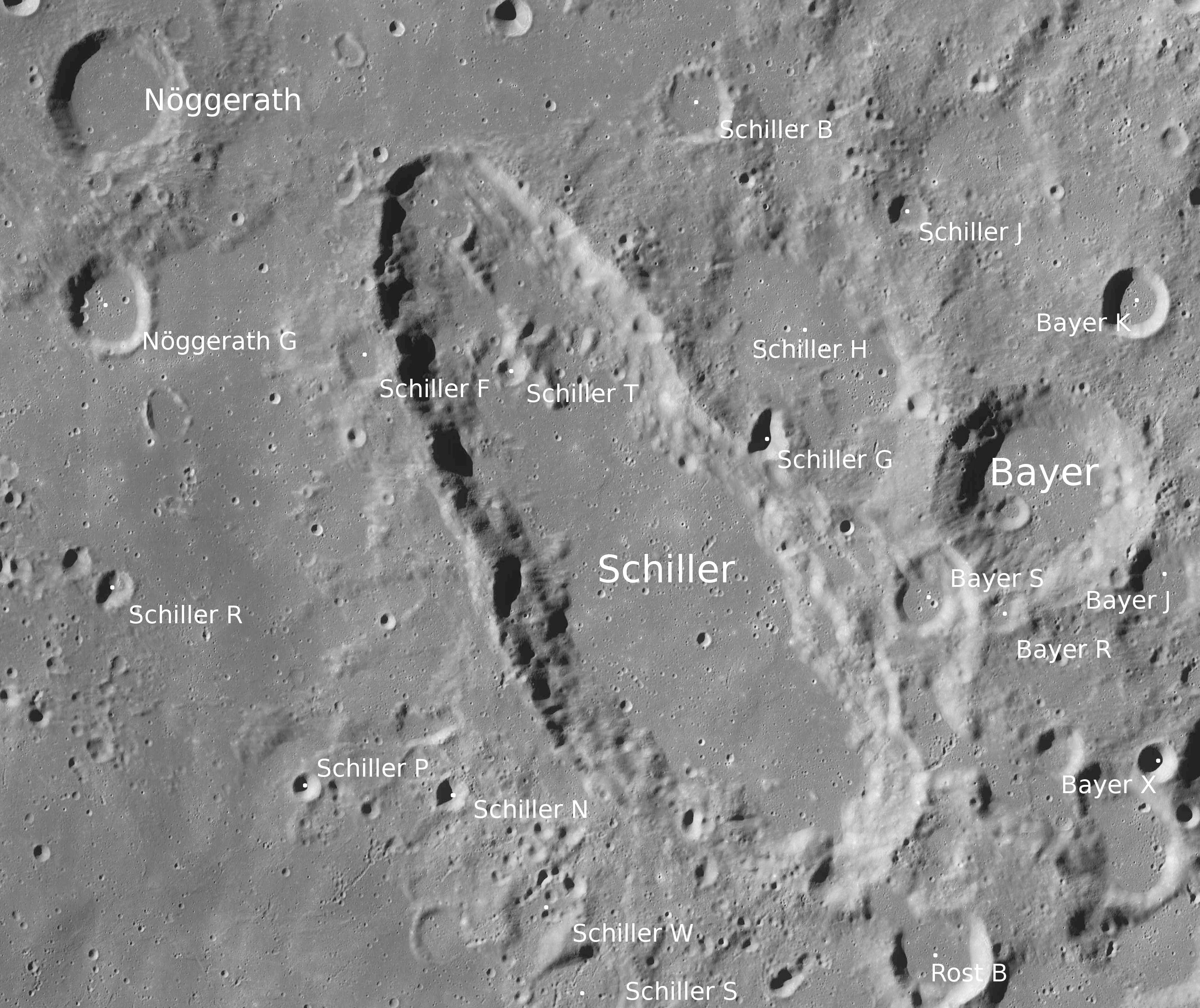
Localització de Bayer (centre dreta de la imatge)
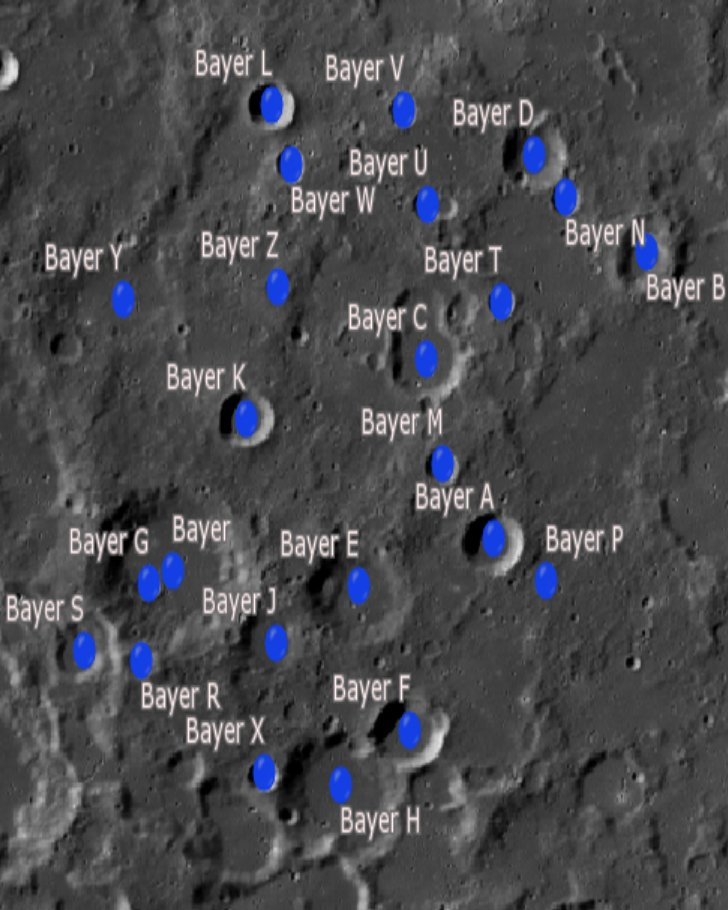
Cràters satèl·lit
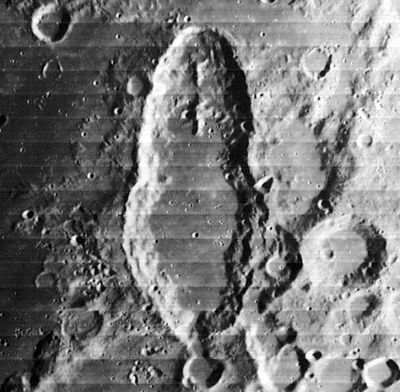
Bayer, a la dreta de Schiler. Imatge de la missió LRO 4

El més important d'ells és Schiller H, que forma una cresta unida a la vora nord-oest de Bayer. El sòl de Bayer és relativament pla i no té un pic central. Hi ha un petit, però notable cràter al sòl prop de la paret occidental. Aquest cràter té una bretxa en la seva vora nord.

## Cràters satèl·lit
Per convenció aquests elements són identificats en els mapes lunars posant la lletra en el costat del punt central del cràter que està més proper a Bayer.
| Bayer | Coordenades                          | Diàmetre |
| ----- | ------------------------------------ | -------- |
| A     | 51° 18′ S, 30° 18′ O / 51.3°S,30.3°O | 18 km    |
| B     | 48° 48′ S, 28° 12′ O / 48.8°S,28.2°O | 18 km    |
| C     | 49° 42′ S, 31° 12′ O / 49.7°S,31.2°O | 22 km    |
| D     | 47° 54′ S, 29° 48′ O / 47.9°S,29.8°O | 20 km    |
| E     | 51° 42′ S, 32° 18′ O / 51.7°S,32.3°O | 29 km    |
| F     | 53° 00′ S, 31° 36′ O / 53.0°S,31.6°O | 20 km    |
| G     | 51° 42′ S, 35° 18′ O / 51.7°S,35.3°O | 7 km     |
| H     | 53° 30′ S, 32° 30′ O / 53.5°S,32.5°O | 27 km    |
| J     | 52° 30′ S, 33° 36′ O / 52.5°S,33.6°O | 18 km    |
| K     | 50° 12′ S, 34° 00′ O / 50.2°S,34.0°O | 16 km    |
| L     | 47° 30′ S, 33° 36′ O / 47.5°S,33.6°O | 14 km    |
| M     | 50° 36′ S, 31° 00′ O / 50.6°S,31.0°O | 10 km    |
| N     | 48° 18′ S, 29° 12′ O / 48.3°S,29.2°O | 9 km     |
| P     | 51° 36′ S, 29° 30′ O / 51.6°S,29.5°O | 4 km     |
| R     | 52° 30′ S, 35° 30′ O / 52.5°S,35.5°O | 9 km     |
| S     | 52° 18′ S, 36° 24′ O / 52.3°S,36.4°O | 13 km    |
| T     | 49° 12′ S, 30° 06′ O / 49.2°S,30.1°O | 8 km     |
| U     | 48° 24′ S, 31° 18′ O / 48.4°S,31.3°O | 10 km    |
| V     | 47° 30′ S, 31° 36′ O / 47.5°S,31.6°O | 9 km     |
| W     | 48° 00′ S, 33° 30′ O / 48.0°S,33.5°O | 9 km     |
| X     | 53° 24′ S, 33° 36′ O / 53.4°S,33.6°O | 8 km     |
| Y     | 49° 12′ S, 35° 42′ O / 49.2°S,35.7°O | 31 km    |
| Z     | 49° 00′ S, 33° 24′ O / 49.0°S,33.4°O | 7 km     |